# Epidemia de cólera en Mariúpol de 2022

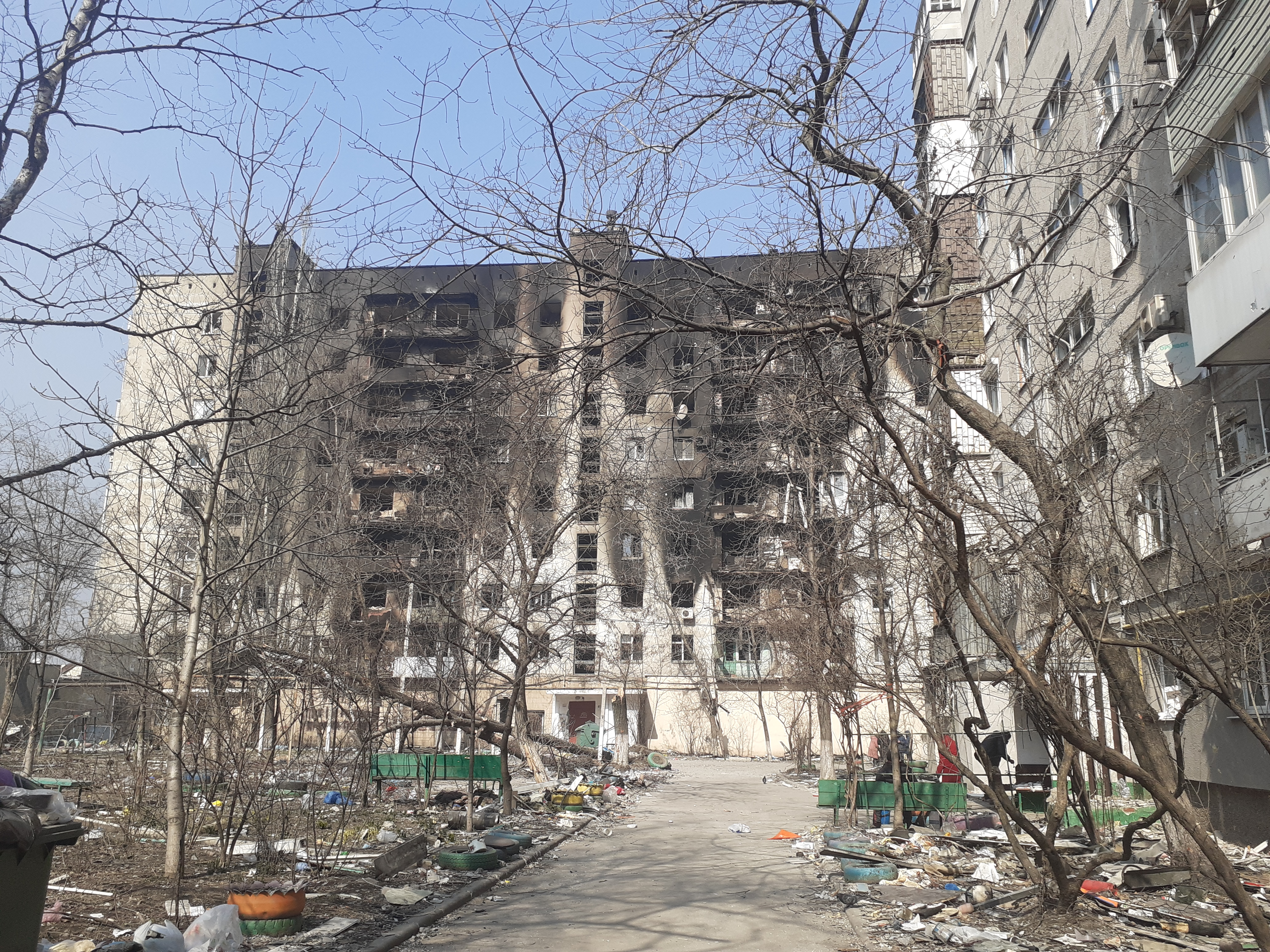
Situación en Mariúpol bajo ocupación rusa, la basura y la suciedad en las calles.

La epidemia de cólera en Mariúpol se refiere a un brote de cólera que se desarrolla desde principios de junio de 2022 en la urbe de la óblast de Donetsk, bajo ocupación militar por Rusia y la República Popular de Donetsk, durante la Invasión rusa de Ucrania.

## Causas de la epidemia

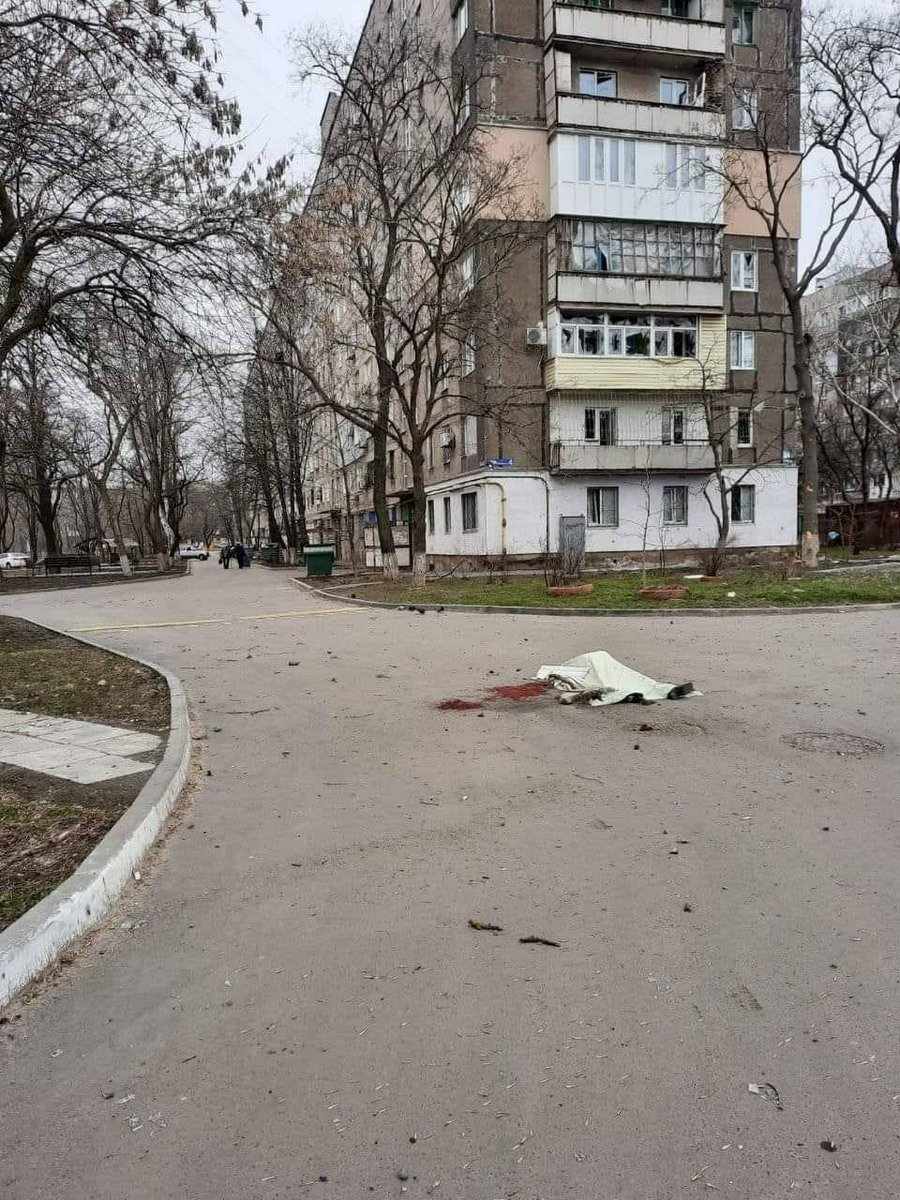
Cadáver en las calles de Mariúpol.

La epidemia de cólera en Mariúpol, óblast de Donetsk, según el municipio leal a Ucrania, ocurrió a principios de junio de 2022 debido a una serie de factores. En primer lugar, los entierros espontáneos se encuentran en casi todos los patios, y el calor del verano aceleró la descomposición de miles de cadáveres bajo los escombros. El suministro de agua centralizado y el alcantarillado no funcionan en la ciudad debido al bombardeo de las tropas rusas. Además, Mariúpol se encuentra en una crisis de higiene urbana ya que la basura e inmundicia no puede ser recogida por la misma situación de guerra. Además, las personas no tienen medicamentos ni la capacidad de recibir atención médica calificada, y también el mar y los embalses están constantemente contaminados con desechos humanos, aguas residuales y aguas "muertas".
La negligencia de las autoridades de ocupación rusa también juega un papel relevante, la burocracia de ocupación hace esperar hasta diez días a los civiles ucranianos para obtener un permiso de entierro. Por lo tanto, en el calor, los residentes de Mariúpol se ven obligados a almacenar los cuerpos de sus difuntos en sus hogares o en la vía peatonal en morgues improvisadas. Además, el número de tumbas hechas a sí mismas en los patios de las zonas residenciales va en aumento. Todo esto crea una amenaza adicional de epidemia en el verano.
Los residentes de Mariúpol reciben agua potable una vez cada dos días por parte de las fuerzas de ocupación, la crisis alimentaria también es latente. Los ocupantes informaron que solo los pensionados y las personas con discapacidad recibirían alimentos gratis a partir del 1 de julio.

## Prevención
Las autoridades de ocupación rusa comienzan pusieron a la ciudad en cuarentena, las autoridades rusas recibieron información de que esta enfermedad ya se había expandido por toda la ciudad. En una reunión de las autoridades de ocupación de Mariúpol el 2 de junio de 2022, se tomó la decisión de fortalecer el régimen de filtrado para evitar la propagación. Para ello, detuvieron la circulación de personas entre los barrios de la ciudad y ordenaron que los civiles no salgan de dichos barrios. Al mismo tiempo, se fortalecieron los escuadrones punitivos y de búsqueda y el proceso de búsqueda de un activo pro-ucraniano.
En una sesión informativa el 6 de junio de 2022, el médico jefe de sanidad de Ucrania, Ihor Kuzin, enfatizó que la situación con la propagación de enfermedades infecciosas en Mariúpol es crítica debido a los entierros masivos de personas y la falta de acceso al agua potable. En esta parte de la óblast, y concretamente en Mariúpol, ya se había dado casos de cólera con anterioridad por la sensibilidad de la zona.

Muy a menudo, recibimos información sobre entierros en lugares no autorizados, esto puede conducir a la contaminación del agua, por lo que es muy importante que las personas que viven en dichas áreas presten atención al uso del agua de pozos y tuberías de agua, debe estar sujeta a calor. tratamiento".
Ihor Kuzin, médico jefe de salud de Ucrania.

Según el asesor del alcalde de Mariúpol, Petro Andryushchenko, a partir del 6 de junio de 2022, la ciudad rusa en Rostov del Don ya ha preparado unidades separadas de enfermedades infecciosas, como anticipación para recibir a su propio personal militar que pueda caer contagiado en el territorio ucraniano debido al brote de cólera.
A partir del 11 de junio se habilitaron en la ciudad cuatro cajas para el aislamiento de pacientes en el departamento de infecciosos del hospital de urgencias, donde previamente se atendía a personas con COVID-19. Durante los combates callejeros en Mariúpol, las autoridades de ocupación se quedaron con unos 600 cadáveres.

## Otras enfermedades
Según el ministro de Salud de Ucrania, Viktor Lyashko, además del cólera, Mariúpol está amenazada por otras enfermedades, como la shigellosis y la salmonelosis.